# 李書福
李 書福（り・しょふく、リー・シューフー、中国語: 李书福、1963年6月25日 - ）とは、中華人民共和国の実業家である。吉利汽車の創業者であり、親会社である浙江吉利控股集団（吉利集団）の董事長である。2020年11月時点での総資産は191億ドルであり、フォーブスの世界長者番付では96位にランクインしている。

## 経歴

### 幼少期から自動車製造事業を始めるまで
1963年6月25日に、李は浙江省台州市の農家の息子として生まれた。
幼少期はいたずら好きであり、学業成績も突出していたわけでもなく、高校生の時には大学の入学試験にも落第した。そのため、高校卒業時に父親から120元を受け取り、写真撮影事業を始めた。当初は公園や路上での撮影しかできなかったものの、半年後に売り上げで写真館を開いた。あるとき、李は地元で生産されていた冷蔵庫の部品の売り上げが好調であることにたまたま気づき、自宅で冷蔵庫の部品を製造し、その部品を組み立て工場へと卸すという事業を始めた。
1984年、李は21歳のときに、数人の兄弟とともに「黄岩県石曲冰箱配件工場」という部品工場を設立し、そこの工場長となった。翌年に、李は冷蔵庫そのものを製造することを決め、1986年に「黄岩県北極花電冰箱工場」を設立し、そこの工場長へと異動した。この工場は1989年までに年間生産量が1000万個を超え、工場には毎日冷蔵庫を運送するトラックの長蛇の列ができた。しかし、当時の政府が冷蔵庫を定点生産制度の対象に追加し、民間会社であった李の工場は生産拠点に含まれなかったため、李は工場の閉鎖を余儀なくされた。
工場を閉鎖した李は、勉強をするために深圳大学を訪れたが、装飾の原材料を取り扱う市場を訪れた際に、輸入された装飾の原材料の市場の景気が良好になる見通しであるということに気づいたため、勉強を中断して台州に戻り、兄弟とともに「吉利装潢材料工場」 という工場を設立し、工場長となった。この工場は発泡プラスチックをアルミニウムで挟んだ「アルミ複合板」を製造する工場であり、この事業は現在でも吉利集団の主要な収益源となっている。また、この時、李は当時不動産バブルの中心地であった海南省に数千万元を持って訪れ、不動産を購入したものの、バブルが弾けたため、大損することとなった。この時に李は、自分はビジネスしかできない人間であると気づき、浙江省へと戻った。

### 自動車製造事業の開始
浙江省へと戻った李は、深圳にて6000元で購入した「中華牌轎車」という自動車から、自動車産業に目を向けるようになった。しかし、1990年代頃の中国では、政府が民間企業による自動車製造を許可していなかったため、最初は作業工程が少なく、高い利益を得やすいオートバイ製造事業を始めることにした。事業開始から1年後に、李は中国初のスクーターを製造した他、浙江省の臨海経済技術開発区に850畝の土地を購入した。名目上は、オートバイの製造工場予定地として取得したが、実際には「吉利豪情汽車工業団地」という自動車生産の拠点を建設するために取得した土地であった。
1992年に燕山大学理学部に入学し、1995年に卒業した。
1995年に、李は「吉利集団有限公司」を設立し、会長となった。
1996年に、李はメルセデス・ベンツの新車を2台購入した後、中国第一汽車集団へと赴き、同社のブランドの1つである紅旗のシャーシやトランスミッション、エンジンを研究用に購入し、構造を模倣することで自動車を製造した。完成に喜んだ李は、公道にてその車を運転したものの、生産ライセンスなしで製造された違法車であったため、すぐに注意された。その後、偶然四川省徳陽市の刑務所が管轄する自動車工場が生産ライセンスを持っていることを知った李はすぐに徳陽に向かい、「四川吉利波音汽車有限公司」を設立し、その後、「吉利汽車制造有限公司」へと改称した。1998年8月8日に、製造ラインから第一号となる製品が出荷される際に、李は式典を行ったものの、当時は政府の生産目録に載っていなかったため、来賓としてきたのは省の副知事1名のみであった。

### 政府による認可とその後
1999年に、当時国家計画委員会主任であった曽培炎が工場を視察した際に、吉利汽車を自動車製造企業として認可することを請願した。その結果、2001年11月に「汽車生産企業産品名録」に吉利汽車が登録され、吉利汽車は中国初の自動車製造免許を取得した民間企業となった。
同年に、李は当時中国サッカー・甲級リーグに所属していた広州吉利足球倶楽部（現・広州恒大淘宝足球倶楽部）のスポンサーになったものの、同年に甲級リーグでの八百長事件発覚後にスポンサーから撤退した。この時、李は「中国のサッカー環境が向上するまで戻るつもりはない。」と述べた。
2010年3月28日に、李はフォード・モーターからボルボ・カーズを18億ドルで買収し、8月2日からボルボのグローバル・チェアマンとなった。買収の際に、李は吉利から9億ドルの運転資金と中国国内にボルボの生産拠点を設けるという約束をもとに2015年までに中国市場での売上高を60万台にすることを目標に掲げた。
以降、李は吉利集団の規模拡大を積極的に行うようになった。2017年5月24日に、ロータス・カーズを傘下に持つプロトンの全株式の内、49.9 %を購入し、ロータスの筆頭株主となった。12月18日には、ボルボ・カーズと同じ「ボルボ」ブランドであるボルボ・グループに、日本円に換算して4000億円以上にも及ぶ出資を行い、筆頭株主となった。翌年2月24日には、メルセデス・ベンツを所有するダイムラー（のちのメルセデス・ベンツ・グループ）の全株式の9.69 %を購入し、同社の筆頭株主となった。
李は自動車以外の分野にも勢力を伸ばすようになった。2018年11月に李は中国航天科工集団と超高速鉄道の新線建設の契約を締結した。締結の際、李は「コアテクノロジーは買うことができないものだ。他者の技術を用いれば用いるほど、信頼性は向上する。私たちは自身の持つもので革新しなければならない。道のりは大変であるが、見通しは明るい」と述べた。
さらに、李は2018年に、第13期全国人民代表大会の浙江省代表の1人に選ばれ、政界進出も果たした。
2020年2月に、李はボルボ・グループと吉利集団を統合を目指した交渉を行っていた。この交渉が成功した場合、吉利は中国初のグローバル自動車メーカーとなる予定である。
李は、現在Li Wangと呼ばれる女性と結婚しており、浙江省杭州市に住居を構えている。